# Laissez faire le temps
 (juillet 2025).
Pour plus de détails, voir Fiche technique et Distribution.
Laissez faire le temps est un film français de court métrage réalisé par un réalisateur inconnu, sorti en 1932.

## Fiche technique
- Titre : Laissez faire le temps / autre titre : À la mode de chez nous
- Réalisation : un anonyme
- Scénario : Rip, Jean Le Soyeux, d'après leur revue de 1929 À la mode de chez nous
- Chanson : « Laissez faire le temps » de Rip (paroles) et Yvette Guilbert (musique), interprétée par Yvette Guilbert (disque 78 T Gramophone K7559, 1934)
- Production et distribution : Paramount
- Tournage aux studios Pathé-Natan, 1 quai Gabriel-Péri, 94340 Joinville-le-Pont, Val-de-Marne.
- Pays :  France
- Format : Noir et blanc - 1,37:1 - 35 mm - Son mono
- Genre : comique
- Durée : 21 minutes
- Métrage : 600 mètres
- Année de sortie : 1932 en France

## Distribution
- Robert Arnoux
- Christiane Delyne
- Yvette Guilbert
- Pierre Moreno